# Juana Magdalena Santana Casiano
Juana Magdalena Santana Casiano (Gran Canaria, marzo de 1965) es una oceanógrafa española.
Licenciada en Ciencias del Mar por la Universidad de Las Palmas de Gran Canaria en 1988, se doctoró en la misma universidad en 1991. Desde 1990 trabaja como profesora en la ULPGC y logró la cátedra en Ciencias, especialidad Oceanografía química en 2011.
Ha realizado estancias en Rosenstiel School of Marine and Atmospheric Science, de la Universidad de Miami y colabora con el Shirshov Institute of Oceanology (SIO), Russian Academy of Science y el Instituto Español de Oceanografía, IEO-COC.